# Taps
|  | Info zur Audio-Datei |

Das Trompetensignal Taps (siehe Zapfenstreich) ist in den USA fester Bestandteil des militärischen Trauer- und Beisetzungszeremoniells. Der knapp einminütige Signalruf mit 24 Tönen gewinnt seinen feierlichen Charakter durch die Art des Vortrages. Aufgrund seiner häufigen Verwendung in Kino- und Fernsehfilmen, die sich mit dem amerikanischen Militär beschäftigen, besitzt Taps auch international einen hohen Bekanntheitsgrad. Normalerweise wird das Stück von einem Solomusiker auf der Trompete intoniert, durchaus üblich ist aber auch die Verwendung eines Dudelsackes.
Taps hat seinen Ursprung in der Zeit des amerikanischen Bürgerkriegs (1861–1865). Im Jahr 1862 entstand es unter der Federführung des US-Nordstaaten-Generals Daniel Adams Butterfield und seines Stabstrompeters Oliver Willcox Norton als Signal zur Nachtruhe, also als Zapfenstreichsignal. Bereits im gleichen Jahr wurde Taps aber schon zur Trauerfeier für gefallene US-Soldaten gespielt und behielt diese Rolle bei. 1891 wurde Taps offiziell als Signalruf bei militärischen Trauerfeiern in den Dienstvorschriften der US-Streitkräfte festgelegt.
Auch als mehrstrophiges Lied wird Taps gesungen, etwa abends bei Pfadfindern, wobei die erste und bekannteste Strophe lautet:
Day is done, gone the sun, From the hills, from the lake, from the sky, All is well, safely rest, God is nigh.
Wegen der einfachen harmonischen und melodischen Struktur (im Auftakt eine Quarte nach oben, dann die Töne eines gebrochenen Durakkords nach oben vervollständigend) wurde das Stück von der Popmusik früh aufgegriffen und weiterverarbeitet. Dabei sind die ersten sechs Töne identisch, danach folgen in dem Stück Il Silenzio harmonisch ähnliche Folgen, ohne aber das Original zu plagiieren.
Bei der Beisetzung des ermordeten Präsidenten John F. Kennedy auf dem Nationalfriedhof Arlington unterlief dem Trompeter Keith Clark, bedingt durch die Novemberkälte und die für Fernsehbilder hinter ihm abgefeuerten Salutsalven, beim sechsten Ton ein seufzerartiger Misston, was von vielen als ergreifender Ausdruck der Trauer aufgefasst wurde.